# الخونة الثمانية
الخونة الثمانية مجموعة من ثمانية موظفين تركوا مختبر شوكلي لأشباه الموصلات سنة 1957 لتأسيس فيرتشايلد لأشباه الموصلات. وظف وليام شوكلي 1956 مجموعة من الشباب الحاصلين على الدكتوراه بهدف تطوير وإنتاج أشباه موصلات جديدة. بينما حصل شوكلي على جائزة نوبل في الفيزياء وكان باحثًا ومعلمًا متمرسًا، كانت إدارته للمجموعة سلطوية وغير محببة. وبرزت بشكل واضح من خلال تركيز شوكلي على أبحاث غير مثمرة. بعد رفض طلب استبدال شوكلي، غادر الثمانية وشكلوا شركتهم الخاصة.
وصف شوكلي رحيلهم بأنها «خيانة». الثمانية الذين غادروا شوكلي لأشباه الموصلات هم جوليوس بلانك، وفيكتور غرينيش، وجان هورني، ويوجين كلاينر، وجاي لاست، وجوردون مور، وروبرت نويس، وشيلدون روبرتس. في أغسطس 1957 اتفقوا مع شيرمان فيرتشايلد وفي 18 سبتمبر 1957 شكلوا فيرتشايلد لأشباه الموصلات. وسرعان ما نمت الشركة التي تأسست حديثًا لتصبح شركة رائدة في صناعة أشباه الموصلات. في عام 1960، أصبحت حاضنة وادي السيليكون وشاركت بشكل مباشر أو غير مباشر في إنشاء عشرات الشركات، بما في ذلك إنتل وأي إم دي. أصبحت هذه الشركات المنبثقة العديدة تُعرف باسم "Fairchildren".

## المبادرة

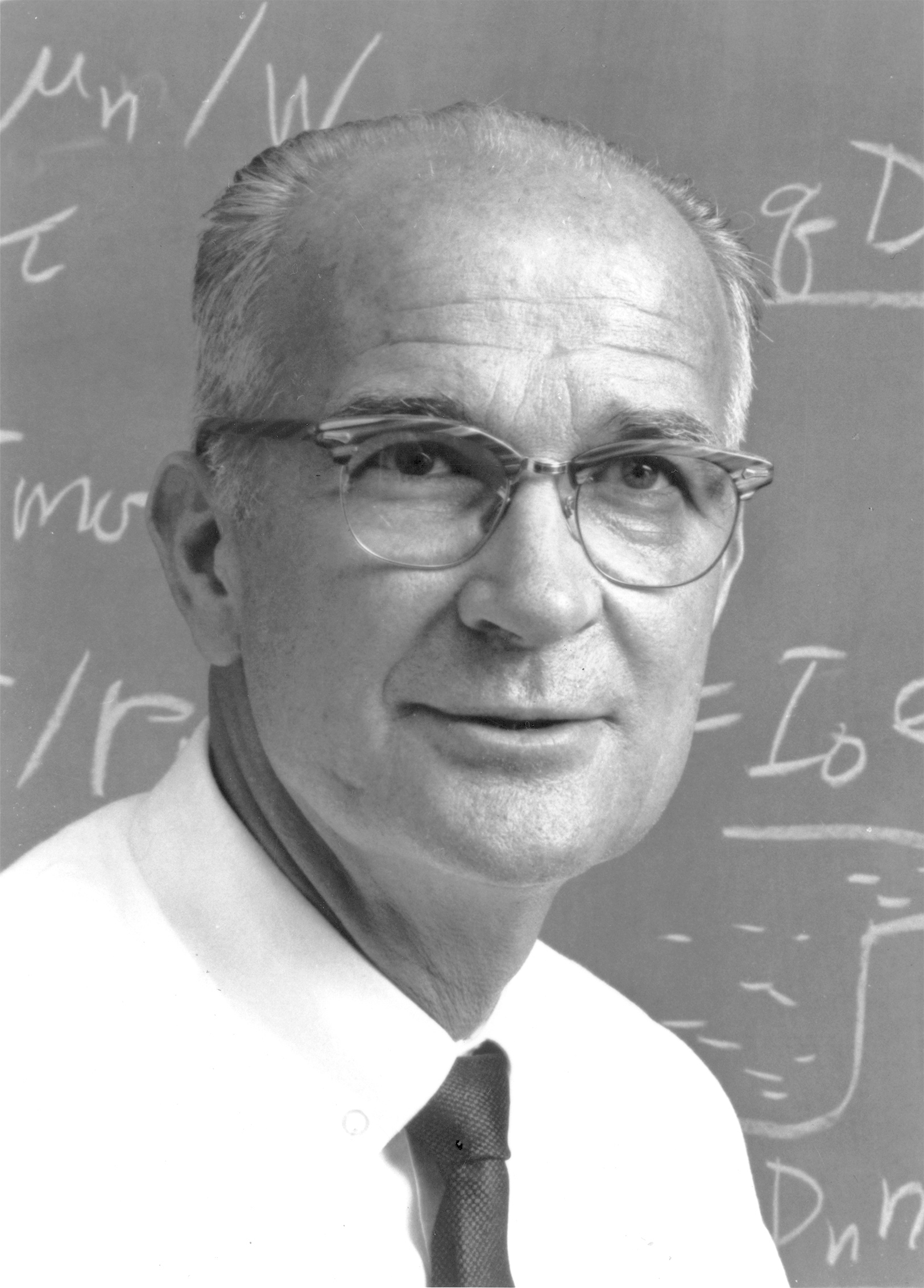
شوكلي في عام 1975

قرر ويليام شوكلي، مخترع الترانزستور وأستاذ زائر في جامعة ستانفورد في شتاء 1954-1955، إنشاء مصنع ضخم لإنتاج الترانزستورات المتقدمة وصمامات شوكلي.  تحصل على دعم من رايثيون، ثم أوقفت رايثيون المشروع بعد شهر.  في أغسطس 1955، لجأ شوكلي للحصول على المشورة للممول أرنولد بيكمان، صاحب شركة بيكمان إنسترومنتس.  شوكلي بحاجة إلى مليون دولار.  علم بيكمان أن شوكلي ليس لديه أي فرصة في العمل، لكنه اعتقد أن اختراعات شوكلي الجديدة ستكون مفيدة لشركته الخاصة ولم يرغب في منحها لمنافسيه.  وبناءً على ذلك، وافق بيكمان على إنشاء وتمويل مختبر بشرط أن تصل اكتشافاته إلى الإنتاج الضخم في غضون عامين. 
أخذ القسم الجديد من بيكمان إنسترومنتس اسم مختبرات شوكلي لأشباه الموصلات. خلال عام 1955 وقع بيكمان وشوكلي الصفقة واشترى تراخيص جميع براءات الاختراع اللازمة مقابل 25000 دولار،  وحدد الموقع في ماونتن فيو، بالقرب من بالو ألتو، كاليفورنيا.  على الرغم من تعيين شوكلي لأربعة فيزيائيين دكتوراه، ويليام دبليو هاب (من شركة رايثيون)  جورج سموت هورسلي وليوبولدو بي فالديس (كلاهما من مختبرات بيل) وريتشارد فيكتور جونز (تخرج من بيركلي حديثا)،  قدم المركز إغراءات محدودة للموظفين الجدد.  استقرت الغالبية العظمى من الشركات والمتخصصين في مجال أشباه الموصلات إلى الساحل الشرقي، لذلك نشر شوكلي إعلانات في نيويورك تايمز ونيويورك هيرالد تريبيون.  وكان من بين أوائل المستجيبين شيلدون روبرتس من شركة داو كيميكال، وروبرت نويس من فيلكو، وجاي لاست، وهو متدرب سابق في شركة بيكمان إنسترومنتس.  جلبت الحملة الصحفية حوالي ثلاثمائة رد، وخمسة عشر شخصًا، بما في ذلك جوردون مور وديفيد أليسون، شوكلي نفسه وضّف في اجتماع للجمعية الفيزيائية الأمريكية.
استمرت الاختيارات طوال عام 1956. كان شوكلي من دعاة التقنيات الاجتماعية (التي قادته لاحقًا إلى تحسين النسل) وطلب من كل مرشح اجتياز اختبار نفسي،  متبوعًا بمقابلة. 
بدأ كل من بلانك ولاست ومور ونويس وروبرتس العمل في أبريل ومايو، وجاء كلاينر وجرينيتش وهورني خلال الصيف.  بحلول سبتمبر 1956، كان المختبر يضم 32 موظفًا، بما في ذلك شوكلي.  كان على كل مرشح ناجح أن يتفاوض على راتبه مع شوكلي. استقر كلينر ونويس وروبرتس مقابل 1000 دولار شهريًا؛ حصل الأقل خبرة على 675 دولارًا. لم يكلف هورني نفسه عناء دفعه. حدد شوكلي راتبه الخاص بـ 2500 دولار وجعل جميع الرواتب في متناول جميع الموظفين.
| الخونة الثمانية عام 1956: التعليم والخبرة العملية | الخونة الثمانية عام 1956: التعليم والخبرة العملية               | الخونة الثمانية عام 1956: التعليم والخبرة العملية                                                                                  |
| الاسم وسنة الميلاد                                | الشهادة والتعليم                                                | الخبرة العملية |
| ------------------------------------------------- | --------------------------------------------------------------- | --- |
| يوليوس بلانك 1925                                 | مهندس ميكانيكي. بكالوريوس من سيتي كوليدج (نيويورك، 1950).       | مهندس في شركة بابكوك وويلكوكس (1950-1952). مصمم في ويسترن إلكتريك، كيرني ، نيو جيرسي (1952-1956).                                  |
| فيكتور جرينيتش 1924                               | مهندس الكترونيات. دكتوراه من جامعة ستانفورد (1953).             | مهندس في معهد ستانفورد للأبحاث (1953-1956)، تصميم دوائر الكمبيوتر والتلفزيون.                                                      |
| جان هورني 1924                                    | فيزيائي. دكتوراه من جامعة جنيف (1950) وجامعة كامبريدج (1952).   | باحث في علم البلورات وفيزياء الجوامد في كلية الكيمياء في كالتك (1952-1956) مع منشورات في مجلة نيتشر (مجلة) و فيزيكال ريفيو         |
| يوجين كلاينر 1923                                 | مهندس ميكانيكي. ماجستير من جامعة نيويورك (1950).                | تم تصميم المدفعية البحرية والآلات الصناعية. جنبا إلى جنب مع بلانك عمل في Western Electric ، حيث كان يقوم أيضًا بتدريس دورات مسائية. |
| جاي لاست 1929                                     | فيزيائي. دكتوراه من معهد ماساتشوستس للتكنولوجيا (1956)          | لا توجد خبرة عملية |
| جوردون مور 1929                                   | كيميائي فيزيائي. دكتوراه من معهد كاليفورنيا للتكنولوجيا (1954). | درس أطياف الغاز للصواريخ الباليستية في جامعة جونز هوبكنز.                                                                          |
| روبرت نويس 1927                                   | فيزيائي. دكتوراه من معهد ماساتشوستس للتكنولوجيا (1953).         | باحث في فيلكو 1953-1956، عمل على ترانزستورات الجرمانيوم.                                                                           |
| شيلدون روبرتس 1926                                | عالم المعادن. دكتوراه من معهد ماساتشوستس للتكنولوجيا (1952).    | بين عامي 1952 و 1956 عمل في مختبر البحوث البحرية وداو كيميكال.                                                                     |

تراوحت أعمار أعضاء الثمانية الخونة المستقبليين بين 26 (لاست) و 33 (كلاينر)، وستة منهم حاصلون على درجة الدكتوراه. كان هورني عالِمًا ذا خبرة ومديرًا موهوبًا، ووفقًا لبو لويك، كان يضاهي شوكلي في التفكير.  كان نويس فقط منخرطًا في أبحاث أشباه الموصلات،  وفقط جرينيتش لديه خبرة في مجال الإلكترونيات.

## إستراتيجية البحث
طوال عام 1956، كان معظم أعضاء المختبر يقومون بتجميع وضبط المعدات، وقام «العلماء النظريون» هورني ونويس بإجراء بحث تطبيقي فردي. رفض شوكلي تعيين طاقم تقني، معتقدًا أن علمائه يجب أن يكونوا قادرين على التعامل مع جميع العمليات التكنولوجية. بعد إعادة التوطي، ركز على الضبط الدقيق لثنائيات شوكلي للإنتاج بكميات ضخمة، وواصل خمسة موظفين بقيادة نويس العمل على ترانزستور الأثر الحقلي لشركة بيكمان إنسترومنتس. رفض شوكلي العمل على الترانزستورات ثنائية القطب، والتي ثبت فيما بعد أنها خطأ استراتيجي. نظرًا لأن العمل على ثنائيات شوكلي استغرق الكثير من الجهد، فقد كانت الأجهزة المنتجة بمثابة إخفاقات تجارية.
وفقًا لنويس ومور، وكذلك ديفيد بروك وجويل شوركين، كان التحول من الترانزستورات ثنائية القطب إلى ثنائيات شوكلي غير متوقع. خطط شوكلي في البداية للعمل على الإنتاج الضخم للترانزستورات ثنائية القطب المنتشرة، ولكن بعد ذلك وضع «مشروعًا سريًا» على ثنائيات شوكلي، وفي عام 1957 أوقف جميع الأعمال على الترانزستورات ثنائية القطب. أسباب هذا التحول غير معروفة. وفقًا لكاتب سيرة بيكمان، اعتبر شوكلي أن الصمام الثنائي له مشكلة علمية مثيرة للاهتمام، واختاره متجاهلاً المصالح التجارية لبيكمان.
يعتقد بو لويك، استنادًا إلى أرشيفات شوكلي، أن مختبرات شوكلي لم تعمل أبدًا في الترانزستورات ثنائية القطب؛ أن ثنائيات شوكلي كانت الهدف الأصلي لـشوكلي وبيكمان، والتي حصلت بيكمان إنسترومنتس من أجلها على عقود بحث وتطوير عسكرية؛ وكان من الممكن أن تجد ثنائيات شوكلي استخدامًا واسع النطاق في الاتصالات الهاتفية إذا كان شوكلي قد حسّن موثوقيتها.

## الخلافات
يتفق المؤرخون والزملاء بشكل عام على أن شوكلي كان مديرًا ورجل أعمال سيء. منذ الطفولة المبكرة كان عرضة لنوبات عدوان غير مبرر، والتي تم قمعها فقط بسبب الانضباط الداخلي لبيئة العمل السابقة. كما أنه كان يميل إلى رؤية المنافسين، حتى في مرؤوسيه.
أُعلن أن جائزة نوبل في الفيزياء لعام 1956 في 1 نوفمبر وستُمنح لكل من شوكلي وباردين وبراتين. الأحداث العامة ذات الصلة في نوفمبر - ديسمبر أجهدت شوكلي وأخذته بعيدًا عن المختبر في وقت كان فيه يعاني من العديد من المشاكل الإدارية. على الرغم من الاحتفالات، كان الجو في المختبر غير صحي.
على الرغم من أن الأطباء النفسيين لم يشخصوا شوكلي أبدًا، وصف المؤرخون حالة شوكلي الذهنية في 1956-1957 بأنها جنون ارتياب أو مرض التوحد. تم تسجيل جميع المكالمات الهاتفية، ولم يُسمح للموظفين بمشاركة نتائجهم مع بعضهم البعض، وهو أمر غير ممكن لأنهم جميعًا يعملون في مبنى صغير. لعدم ثقة شوكلي في موظفيه، كان يرسل تقاريرهم إلى مختبرات بيل للتدقيق مرة أخرى. في مرحلة ما، أرسل جميع موظفي المختبر لإجراء اختبار كشف الكذب رغما عنهم.
بدأ الفريق بفقد أعضائه، ابتداءً من جونز، وهو تقني، غادر في يناير 1957 بسبب صراع مع غرينيتش وهورني. ثم وقف نويس ومور على جوانب مختلفة: قاد مور المنشقين، بينما وقف نويس خلف شوكلي وحاول حل النزاعات.  قدر شوكلي ذلك واعتبر أن نويس هو الدعم الوحيد له في المجموعة.

## الاستقالة

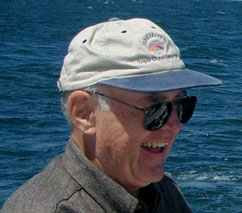
جوردون مور عام 2004

في مارس 1957، طلب كلاينر الإذن من شوكلي لزيارة معرض في لوس أنجلوس. وبدلاً من ذلك، سافر إلى نيويورك للبحث عن مستثمرين لشركة جديدة، وساعده والداه المقيمان في نيويورك. كان كلاينر مدعوماً من قبل بلانك وجرينش ولاست وروبرتس وهورني ومور. أصبح آرثر روك وألفريد كويل من هايدن وستون وشركاه مهتمين بالعرض، معتقدين أن متدربي شوكلي الحائز على جائزة نوبل مقدر لهم النجاح.
كملاذ أخير، في 29 مايو 1957، قدمت مجموعة بقيادة مور إنذارًا لأرنولد بيكمان: حل «مشكلة شوكلي» أو سيغادرون. اقترح مور إيجاد منصب أستاذ لشوكلي واستبداله في المختبر بمدير محترف. رفض بيكمان، معتقدًا أن شوكلي لا يزال بإمكانه تحسين الوضع، نادمًا لاحقًا على هذا القرار. 
في يونيو 1957، عين بيكمان أخيرًا مديرًا بين شوكلي والفريق، ولكن بحلول ذلك الوقت كان سبعة موظفين رئيسيين قد اتخذوا قرارهم بالفعل. في أخر لحظة انضم إليهم نويس. أقنعه روبرتس بحضور اجتماع «مجموعة كاليفورنيا»، كما أطلقوا على أنفسهم في الاتفاقية مع فيرتشايلد. عقد الاجتماع في فندق كليفت في كاليفورنيا وحضره روك وكويل. أصبح هؤلاء الأشخاص العشرة نواة شركة جديدة.
ثبت أن العثور على المستثمرين أمر صعب. تركزت صناعة الإلكترونيات الأمريكية في الساحل الشرقي، وفضلت مجموعة كاليفورنيا البقاء بالقرب من بالو ألتو. في أغسطس 1957 التقى روك وكويل بالمخترع ورجل الأعمال شيرمان فيرتشايلد، مؤسس شركة فيرتشايلد للطائرات وفيرتشايلد كاميرا. أرسل فيرتشايلد روك إلى نائبه ريتشارد هودجسون. خاطر هودجسون بسمعته، قبل العرض وفي غضون أسابيع قليلة أكمل جميع الأوراق. تم تقسيم رأس مال شركة فيرتشايلد لأشباه الموصلات الجديدة إلى 1325 سهم. حصل كل عضو من الخونة الثمانية على 100 سهم، وذهب 225 سهمًا إلى هايدن وستون وشركاه وظل 300 سهم في الاحتياطي. قدم فيرتشايلد قرضًا بقيمة 1.38 مليون دولار. لتأمين القرض، منح الثمانية الخونة فيرتشايلد حقوق التصويت على أسهمهم، مع الحق في شراء أسهمهم بسعر إجمالي ثابت قدره 3 ملايين دولار.
استقال بلانك وجرينش وكلاينر واستقال ومور ونويس وروبرتس وهورني من مختبرات شوكلي في 18 سبتمبر 1957. أصبحوا يعرفون باسم «الخونة الثمانية» على الرغم من عدم معرفة من صاغ هذا المصطلح. لم يستطع شوكلي فهم أسباب هذا الانشقاق. ولم يتحدث أبدًا مع نويس مرة أخرى، لكنه استمر في متابعة أعمال «الثمانية». كما قام بالتنقيب في جميع السجلات التي خلفها الثمانية، براءات الاختراع محفوظة كملكية فكرية لـمعامل شوكلي. (من الناحية الفنية، وفقًا لقانون الولايات المتحدة، تم إصدار براءات الاختراع هذه للموظفين المخترعين المعنيين.)
بمساعدة فريق جديد، بدأ شوكلي في عام 1960، إنتاج الصمام الثنائي الخاص به بكميات ضخمة، لكن بعد فوات الأوان، وكان المنافسون قد اقتربوا بالفعل من تطوير الدوائر المتكاملة. باع بيكمان مختبرات شوكلي غير المربحة لمستثمرين من كليفلاند. في 23 يوليو 1961، أصيب شوكلي بجروح خطيرة في حادث سيارة، وبعد الشفاء ترك الشركة وعاد إلى التدريس في جامعة ستانفورد.
نقلت أي تي تي المالك الجديد لمعالمل شوكلي في عام 1969 الشركة إلى فلوريدا، وعندما رفض الموظفون التنقل، اندثرت الشركة.

## الانقسام

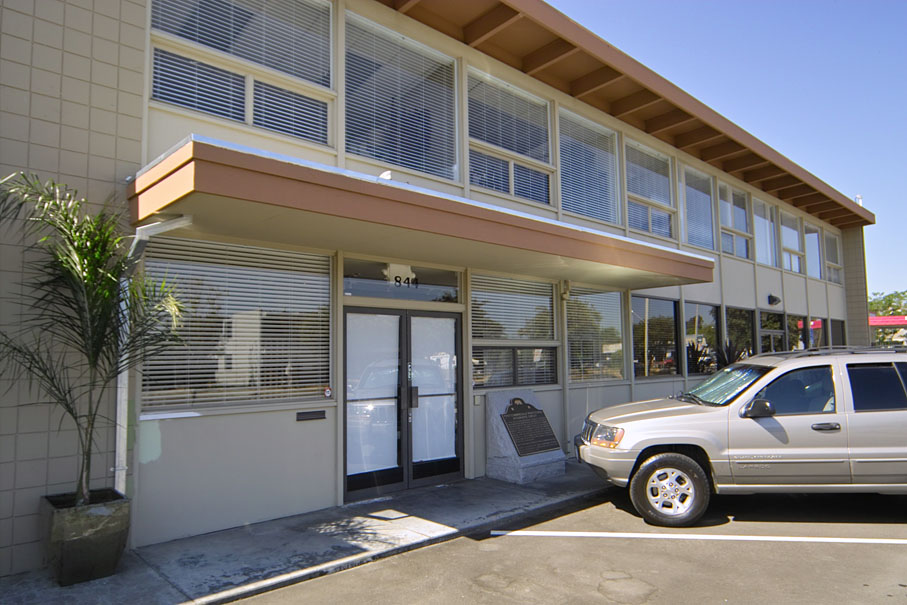
المبنى الأول لشركة Fairchild Semiconductor ، في 844 East Charleston Road ، Palo Alto ، California

في نوفمبر 1957، انتقل الثمانية من مرآب غرينش إلى مبنى جديد فارغ على حدود بالو ألتو وماونتن فيو. وتراوحت رواتبهم الابتدائية من 13800 دولار إلى 15600 دولار في السنة. اقترح هودجسون، الذي ترأس مجلس الإدارة، تعيين نويس كمدير تشغيلي للشركة، لكن نويس رفض. عارض فيرتشايلد أيضًا قيادته لعلمه بشخصية نويس. بغض النظر عن إرادة فيرتشايلد ونويس ومور، الذين كانوا مسؤولين عن البحث والإنتاج، على التوالي، أصبحوا «قادة بين أنداد».
حددت المجموعة على الفور هدفًا واضحًا لإنتاج مجموعة من ترانزستورات ميسا للأجهزة الرقمية، باستخدام نتائج أبحاث معامل بيل ومعامل شوكلي. قاد مور وهورني ولاست ثلاثة فرق تعمل على ثلاث تقنيات بديلة. نتج عن تقنية مور إنتاجية أعلى من ترانزستورات npn، وفي يوليو-سبتمبر 1958، دخلت حيز الإنتاج بكميات ضخمة. تأخر إطلاق ترانزستورات هورني pnp حتى أوائل عام 1959. أدى ذلك إلى نشوب صراع مور وهورني في فيرتشايلد: تجاهل مور مساهمة هورني، واعتقد هورني أن عمله قد عومل بشكل غير عادل. ومع ذلك، شكلت ترانزستورات مور هيبة فيرتشايلد لأشباه الموصلات لعدة سنوات وتغلبوا على جميع المنافسين.
في عام 1958، تم اقتراح ترانزستورات فايرتشايلد ميسا لجهاز الكمبيوتر التوجيهي لصاررخ D-17B Minuteman I، لكنها لم تفي بالمعايير العسكرية للموثوقية. كان لدى فيرتشايلد بالفعل حل في تقنية هورني المسطحة المقترحة في 1 ديسمبر 1957. في ربيع عام 1958، كان هورني ولاست يقضيان الليل في تجارب باستخدام أول ترانزستورات مستوية. أصبحت تقنية المستوى فيما بعد ثاني أهم حدث في تاريخ الإلكترونيات الدقيقة بعد اختراع الترانزستور، ولكن في عام 1959 مرت دون أن يلاحظها أحد. أعلن فيرتشايلد عن الانتقال من تقنية الميسا إلى تقنية العمليلات السطحية في أكتوبر 1960. ومع ذلك، رفض مور أن ينسب هذا الإنجاز إلى هورني، وفي عام 1996 نسبه إلى مهندسي فيرتشايلد لم يذكر اسمه.
في عام 1959، مارس شيرمان فيرتشايلد حقه في شراء أسهم أعضاء الخونة الثمانية. ذكر جاي لاست (في عام 2007) أن هذا الحدث حدث مبكرًا للغاية وحول الشركاء السابقين إلى موظفين عاديين، مما أدى إلى تدمير روح الفريق. في نوفمبر 1960 اتهم نائب رئيس التسويق توم باي، جاي لاست بتبديد الأموال وطالب بإنهاء مشروع لاست لتطوير الدوائر المتكاملة. رفض مور مساعدة لاست، ورفض نويس مناقشة الأمر. كان هذا الصراع بمثابة القشة الأخيرة: في 31 يناير 1961، ترك لاست وهورني فيرتشايلد وترأس أملكو، فرع الإلكترونيات الدقيقة في تيليدين. انضم إليهم كلاينر وروبرتس بعد أسابيع قليلة. بقى كل من بلانك وجرينيتش ومور ونويس في فيرتشايلد. انقسم الثمانية إلى مجموعتين من أربعة.

## إرث

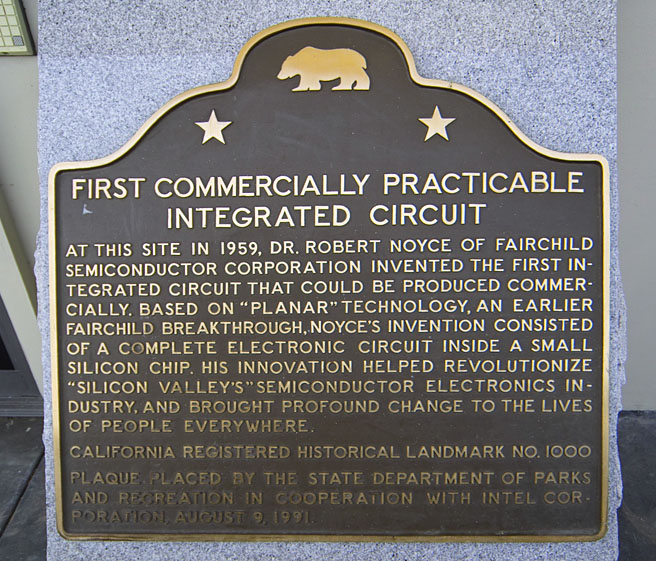
العلامة التاريخية في مبنى فيرتشايلد حيث تم اختراع متجر "الخونة الثمانية" وأول دائرة متكاملة عملية تجاريًا

من 1960 إلى 1965، كانت فيرتشايلد رائدة بلا منازع في سوق أشباه الموصلات، من الناحية التكنولوجية والمبيعات. في أوائل عام 1965 جلبت أولى علامات مشاكل الإدارة. في نوفمبر 1965، غادر مبتكرو مضخم عملياتي متكامل بوب ويدلار وديفيد تالبرت إلى شركة ناشونال. في فبراير 1967، تبعهم خمسة من كبار المديرين الذين اختلفوا مع نويس. بدأ نويس في التقاضي مع المساهمين وأبعد نفسه فعليًا من الإدارة التشغيلية. في يوليو 1967، أصبحت الشركة غير مربحة وفقدت مكانتها الرائدة في السوق لصالح شركة تكساس إنسترومنتس.
قرر مور ونويس في مارس 1968 مغادرة فيرتشايلد، ثم توجهوا مرة أخرى، كما كان الحال قبل تسع سنوات، إلى آرثر روك. أسسوا شركة NM Electronics في صيف عام 1968. وضع كل من بلانك وجرينش وكلاينر ولاست وهورني وروبرتس خلافات الماضي جانباً ودعموا شركة مور ونويس مالياً. بعد عام، اشترت NM Electronics حقوق الاسم التجاري من سلسلة الفنادق إنتلكو واتخذت اسم إنتل. شغل مور مناصب عليا في شركة إنتل حتى عام 1997 عندما تم تعيينه رئيسًا فخريًا لشركة إنتل. غادر نويس شركة إنتل في عام 1987 ليقود اتحاد سيماتيك غير الربحي. توفي فجأة في عام 1990، وهو الأول من الثمانية.
ترك غرينيتش فيرتشايلد في عام 1968 لقضاء إجازة قصيرة ثم درس في جامعة كاليفورنيا في بيركلي وستانفورد، حيث نشر أول كتاب مدرسي شامل عن الدوائر المتكاملة. شارك لاحقًا في تأسيس وإدارة العديد من الشركات التي تعمل على تطوير علامات تحديد الترددات الراديوية الصناعية (RFID).
كان بلانك آخر من يغادر فيرتشايلد من الثمانية عام 1969. أسس شركة زايكور المالية المتخصصة في الشركات الناشئة المبتكرة، وباعها في عام 2004 مقابل 529 مليون دولار.
ترأس هورني شركة أملكو حتى صيف عام 1963، وبعد الصراع مع مالكي تيليدين، ترأس شركة يونيون كاربيد إليكترونيكس لمدة ثلاث سنوات. في يوليو 1967، وبدعم من شركة الساعات Société Suisse pour l'Industrie Horlogère (سلف مجموعة Swatch) أسس Intersil ، الشركة التي أنشأت سوقًا لدوائر سيموس المخصصة. الدوائر التي طورها إنترسيل لسيكو في 1969-1970 ساهمت في ظهور الساعات الإلكترونية اليابانية. لم يكن إنترسيل وإنتل منافسين حيث أصدرت إنتل مجموعة محدودة من الدوائر النموذجية لأجهزة الكمبيوتر وبيعها في البداية فقط في السوق الأمريكية، بينما ركز إنترسيل على دوائر CMOS المخصصة مع استهلاك منخفض للطاقة وبيعها في جميع أنحاء العالم.
بقى لاست مرة مع أملكو وشغل منصب نائب رئيس التكنولوجيا في تيليدين لمدة اثني عشر عامًا. في عام 1982 أسس مطبعة هيلكرست المتخصصة في الكتب الفنية. بعد تركه لشركة أميلكو، تولى روبرتس قيادة أعماله الخاصة، وفي 1973-1987 عمل كأمين في معهد رينسيلار للعلوم التطبيقية. أصبحت أملكو، بعد العديد من عمليات الاندماج والاستحواذ وإعادة التسمية، شركة تابعة لشركة مايكروتشيب تكنوليجي .
في عام 1972، أسس كلاينر وتوم بيركنز من هوليت-باكارد صندوق رأس المال الاستثماري كلاينر بيركنز كاوفيلد وباير، الذي شارك في إنشاء أو تمويل أمازون وكومباك وغرينتيك وإنتيويت ولوتس وماكروميديا ونيتسكيب وصن مايكروسيستمز وسيمانتيك وعشرات من الشركات الأخرى. كتب كلاينر لاحقًا أن هدفه كان نشر تمويل المشروع جغرافيًا.

## التشريف
في مايو 2011، منحت جمعية كاليفورنيا التاريخية «جائزة أساطير كاليفورنيا» إلى الثمانية. حضر بلانك ، لاست ، مور ، ونجل روبرتس الحفل في سان فرانسيسكو.

## فيرتشيلدرين
في الأبحاث والتقارير والمعلومات الشائعة المتعلقة بوادي السيليكون، تم استخدام مصطلح «فيرتشيلدرين» للإشارة إلى:
- الشركات المنبثقة التي أنشأها الموظفون السابقون في فيرتشايلد لأشباه الموصلات.[113][114] روجت المؤرخة ليزلي برلين لهذا الاستخدام من خلال مقالها الاستعراضي عام 2001[108] وأطروحة الدكتوراه[115] وسيرة لروبرت نويس.[116]
- مؤسسو هذه الشركات. هذا هو الاستخدام الأقدم، على سبيل المثال ، في فيلم وثائقي لهيئة الإذاعة <i id="mwAkE">البريطانية</i> عام 1978 بعنوان " Now the Chips is Down "، [117]
- لمحة عن حياة روبرت نويس[118] كتبها توم وولف في 1983 أو لمحة تعريفية من 5000 كلمة عن وادي السيلكون في 1999.[119]
- موظفو فيرتشايلد السابقون ، كما في مقال نيويورك تايمز عام 1988.[120]
- المؤسسون الأصليون لشركة فيرتشايلد لأشباه الموصلات، المعروفون أكثر باسم الخونة الثمانية. تم استخدام هذا بواسطة موقع PBS وكتاب بواسطة Blasi et al.[121]

ظهرت إحدى المقالات الأولى التي حددت فيرتشايلد كأب للعديد من الشركات المنبثقة في مجلة الابتكار عام 1969.
كانت الشركات المنبثقة، مثل أي إم دي وإنتل وإنترسيل وناشيونال لأشباه الموصلات المعاد هيكلتها، مختلفة عن تلك الموجودة في الساحل الشرقي وشركات الأجهزة الإلكترونية في كاليفورنيا التي تأسست في أربعينيات وخمسينيات القرن الماضي. لم يثق «سكان كاليفورنيا القدامى» مثل بيكمان وفاريان أسوشيتس في وول ستريت واستمروا في السيطرة على شركاتهم لعقود من الزمن، بينما تم إنشاء الشركات الجديدة في الستينيات من أجل بيع عام سريع (في غضون 3-5 سنوات) للأسهم. قام مؤسسوها ببناء إستراتيجية عمل تستند إلى توقعات البنوك الاستثمارية. سمة أخرى من سمات وادي السيليكون هي تنقل المديرين والمهنيين بين الشركات. بسبب نويس جزئيًا، طور وادي السيليكون ثقافة الإنكار العلني للثقافة الهرمية للشركات التقليدية. ظل الناس مخلصين لبعضهم البعض، لكن ليس لصاحب العمل أو الصناعة. يمكن العثور على «خريجي» فيرتشايلد ليس فقط في مجال الإلكترونيات ولكن أيضًا في شركات العلاقات العامة والمالية.

## أنظر أيضا
- باي بال مافيا، موظفو باي بال السابقون الذين أسّسوا عددًا من شركات التكنولوجيا.
- محمد عطا الله، مخترع موسفت (ترانزستور MOS)، موظف سابق في مختبرات بيل والذي انضم لاحقًا إلى شركة فيرتشايلد لأشباه الموصلات.
- تشيتانغ سا، موظف سابق آخر كان تحت قيادة ويليام شوكلي انضم لاحقًا إلى فيرتشايلد لأشباه الموصلات وطور سيموس.

## ملحوظات
1. 1 2  Berlin, pp. 86–87; Coller, p. 174; Elkus, 2008, p. 91: "Shockley's paranoid, micromanaging personality ... kept his company from producing any viable commercial product"; Lojek, 2007, p. 77; Plotz, 2010, p. 90: "A disastrously bad businessman and a worse manager"; Thackray, 2000, p. 246; Shurkin, pp. 173–174: "In truth, he had no idea how to manage ... One physicist swore that Shockley could actually see electrons [but] He had trouble seeing people". 
Shockley's managing abilities were even mentioned in his Stanford University obituary: Linvill, J.؛ وآخرون (1989). "Memorial Resolution: William Shockley (1910–1989)" (PDF). Stanford University. مؤرشف من الأصل (PDF) في 2011-10-20. اطلع عليه بتاريخ 2012-03-07. In retrospect, it is clear that the kind of intellectual leadership Bill Shockley so brilliantly exercised at the Bell Laboratories did not directly translate into business management success
2. 1 2  Shurkin, 2008, pp. 231–235; Berlin 2005, p. 87; Coller, 2009, p. 174; Elkus, 2008, p. 91; Manners, 1995, p. 36; Plotz 2005, p. 90; Robinson 2010; Thackray, 2000, p. 245; etc.

## فهرس
- Berlin، L (2005). The Man Behind the Microchip: Robert Noyce and the Invention of Silicon Valley. New York: دار نشر جامعة أكسفورد. ص. 85–89. ISBN:9780199839773.
- Brock، D (2010). Lécuyer, C. (المحرر). Makers of the Microchip: A Documentary History of Fairchild Semiconductor. MIT Press. ISBN:9780262014243. مؤرشف من الأصل في 2023-04-07.
- Castilla، E (2000). "Social Networks in Silicon Valley". في Chong-Moon Lee (المحرر). The Silicon Valley edge: a habitat for innovation and entrepreneurship. Stanford Business Books. Stanford University Press. ISBN:9780804740630. مؤرشف من الأصل في 2023-03-26.
- Coller، J؛ Chamberlain، C (2009). The lives, loves and deaths of splendidly unreasonable inventors. Infinite Ideas Series. Oxford, UK: Infinite Ideas. ص. 173–177. ISBN:9781906821258. مؤرشف من الأصل في 2023-03-26.
- Elkus، R. J. (2008). Winner take all: how competitiveness shapes the fate of nations. New York: Basic Books. ص. 91–92. ISBN:9780465003150. مؤرشف من الأصل في 2023-03-26.
- Holbrook، D (2003). "The Nature, Sources and Consequences of Firm Differences in the Early History of Semiconductor Industry". The SMS Blackwell Handbook of Organizational Capabilities: Emergence, Development, and Change. Strategic Management Society Book Series. John Wiley & Sons. ص. 43–75. ISBN:9781405103046.
- Lécuyer، C (2006). Making Silicon Valley: innovation and the growth of high tech, 1930–1970. MIT Press. ISBN:9780262122818.
- Lojek، B (2007). History of semiconductor engineering. Springer. ص. 178–187. ISBN:9783540342571. مؤرشف من الأصل في 2023-04-14.
- Manners، D؛ Makimoto، T (1995). Living with the chip. Springer. ISBN:9780412616907. مؤرشف من الأصل في 2023-03-26.
- Plotz، D (2005). The genius factory: the curious history of the Nobel Prize sperm bank. Oxford, UK: Random House. ص. 90. ISBN:9781400061242.
- Robinson, A (2010). Sudden Genius?. Oxford, UK: Oxford University Press. ISBN:9780191624926. مؤرشف من الأصل في 2023-03-26.
- Shurkin، J (2008). Broken Genius: The Rise and Fall of William Shockley, Creator of the Electronic Age. International series on advances in solid state electronics and technology. Palgrave Macmillan. ISBN:9780230551923. مؤرشف من الأصل في 2023-03-26.
- Thackray، A؛ Myers، M (2000). Arnold O. Beckman: one hundred years of excellence. Chemical Heritage Foundation series in innovation and entrepreneurship. Chemical Heritage Foundation. ج. 3. ص. 238–250. ISBN:9780941901239. مؤرشف من الأصل في 2023-03-26.
- Thackray، Arnold؛ Brock، David C.؛ Jones، Rachel (2015). Moore's Law: The Life of Gordon Moore, Silicon Valley's Quiet Revolutionary. Basic Books. ISBN:9780465055647. مؤرشف من الأصل في 2023-03-26.

## روابط خارجية
- 1999 مقابلة Computerworld مع Eugene Kleiner و Julius Blank و Jay Last
- ترانزستور! (برنامج تلفزيوني)